# Hastighetsåkning på skridskor vid olympiska vinterspelen 1932 (1 000 meter för damer)
Hastighetsåkning på skridskor vid olympiska vinterspelen 1932 (1 000 meter för damer) genomfördes 9 februari 1932. 10 skridskoåkare från två nationer deltog. Tävlingen hölls på James C. Sheffield Speed Skating Oval i Lake Placid och var demonstrationssport.

## Medaljörer
| Guld                 | Silver                  | Brons              |
| Elizabeth Dubois USA | Hattie Donaldson Kanada | Dorothy Franey USA |

## Rekord
Dessa rekord gällde inför spelen.
| Världsrekord     | 2.03,4(*) | Zofia Nehringowa | Engelberg (SUI) | 17 januari 1932 |
| Olympiskt rekord | -         |                  |                 |                 |

(*) Rekordet naterat på höghöjdsbana (minst 1 000 meter över havet) och på naturis.

## Resultat

### Semifinaler
Semifinal 1
| Placering | Idrottare                 | Tid    | Noteringar |
| --------- | ------------------------- | ------ | ---------- |
| 1         | Lela Brooks-Potter (CAN)  | 2.01,2 | Q          |
| 2         | Geraldine Mackie (CAN)    |        | Q          |
| 3         | Hattie Donaldson (CAN)    |        | Q          |
| 4         | Helen Bina (USA)          |        |            |
| -         | Elsie Muller-McLave (USA) | DNF    |            |

Semifinal 2
| Placering | Idrottare              | Tid    | Noteringar |
| --------- | ---------------------- | ------ | ---------- |
| 1         | Jean Wilson (CAN)      | 2.06,0 | Q          |
| 2         | Elizabeth Dubois (USA) |        | Q          |
| 3         | Dorothy Franey (USA)   |        | Q          |
| -         | Florence Hurd (CAN)    | DNF    |            |
| -         | Kit Klein (USA)        | DNF    |            |

### Final
| Placering | Idrottare                | Tid    |
| --------- | ------------------------ | ------ |
| 1         | Elizabeth Dubois (USA)   | 2.04,0 |
| 2         | Hattie Donaldson (CAN)   |        |
| 3         | Dorothy Franey (USA)     |        |
| 4         | Lela Brooks-Potter (CAN) |        |
| 5         | Geraldine Mackie (CAN)   |        |
| 6         | Jean Wilson (CAN)        |        |